# (34854) Paquifrutos
(34854) Paquifrutos (2001 TP17) – planetoida z pasa głównego asteroid okrążająca Słońce w ciągu 5,57 lat w średniej odległości 3,14 j.a. Odkryta 13 października 2001 roku.